# 가미고촌 (야마가타현 히가시오키타마군)
가미고촌(上郷村)은 야마가타현 히가시오키타마군에 있던 촌이다. 현재의 요네자와시 중심부의 북동, 사가미강, 하구로강 오른쪽 기슭에 해당한다.

## 역사
- 1889년 4월 1일 - 정촌제 시행에 의해 7촌의 구역을 가지고 성립하였다.
- 1955년 2월 1일 - 요네자와시에 편입, 동일 가미고촌은 폐지되었다.

## 교통

### 철도
- 일본국유철도
  - 요네자와선

## 참고문헌
- 角川日本地名大辞典 6 山形県